# Освіта в Нідерландах

## Загальний огляд
Освітня політика координується міністерством освіти, культури і науки разом з муніципальними органами влади.
Шкільна освіта (leerplicht) в Нідерландах починається у віці до п'яти років, хоча на практиці, в більшості шкіл приймають дітей з чотирирічного віку. З шістнадцяти років відбувається часткове дифернціювання шкільної освіти (partiële leerplicht), тобто учень повинен брати участь у певних заняттях принаймні два дні на тиждень. Обов'язкова (шкільна) освіта для учнів закінчується у віці двадцяти трьох і вище, або коли вони отримують ступінь.
Є громадські, спеціальні (релігійні), і приватні школи. Перші два типи фінансуються урядом і є офіційно безкоштовними, хоча школи можуть попросити батьківського вкладу (ouderbijdrage). Державні школи знаходяться під контролем місцевих органів влади. Спеціальні школи знаходяться під контролем ради з шкільної освіті, і, як правило, на основі зокрема Релігія. Як результат, є католицькі, протестантські, єврейські і мусульманські початкові школи, середні школи та університети. Спеціальна школа може відхиляти заяви учнів, чиї батьки або опікуни не згодні з освітньою політикою школи. Це рідкісні випадоки. На практиці, існує невелика різниця між спеціальними і державних школах, за винятком традиційно релігійних областей, як Зеландія і Гелдерланд (близько Апелдорну). Приватні і державні школи і одержувати рівну фінансову підтримку від уряду, якщо відповідають певним критеріям. Школи всіх типів (державні, спеціальні і приватні), знаходяться під юрисдикцією уряду орган під назвою Inspectie van het Onderwijs (інспекційної освіти, також відомий як Onderwijsinspectie), що може вимагати від школи змінити свою освітню політику і якість на ризик закриття.
Університети Нідерландів стягують плату за навчання з усіх студентів. Для студентів з Нідерландів, ЄС, ЄЕЗ та Суринаму всі університети стягують встановлену плату за навчання або близько 2200 євро на рік.
Для іноземних студентів з-за меж Європи плата може відрізнятися залежно від програми та університету та зазвичай коливається від 6 000 до 20 000 євро на рік.

## Здобуття докторського ступеня

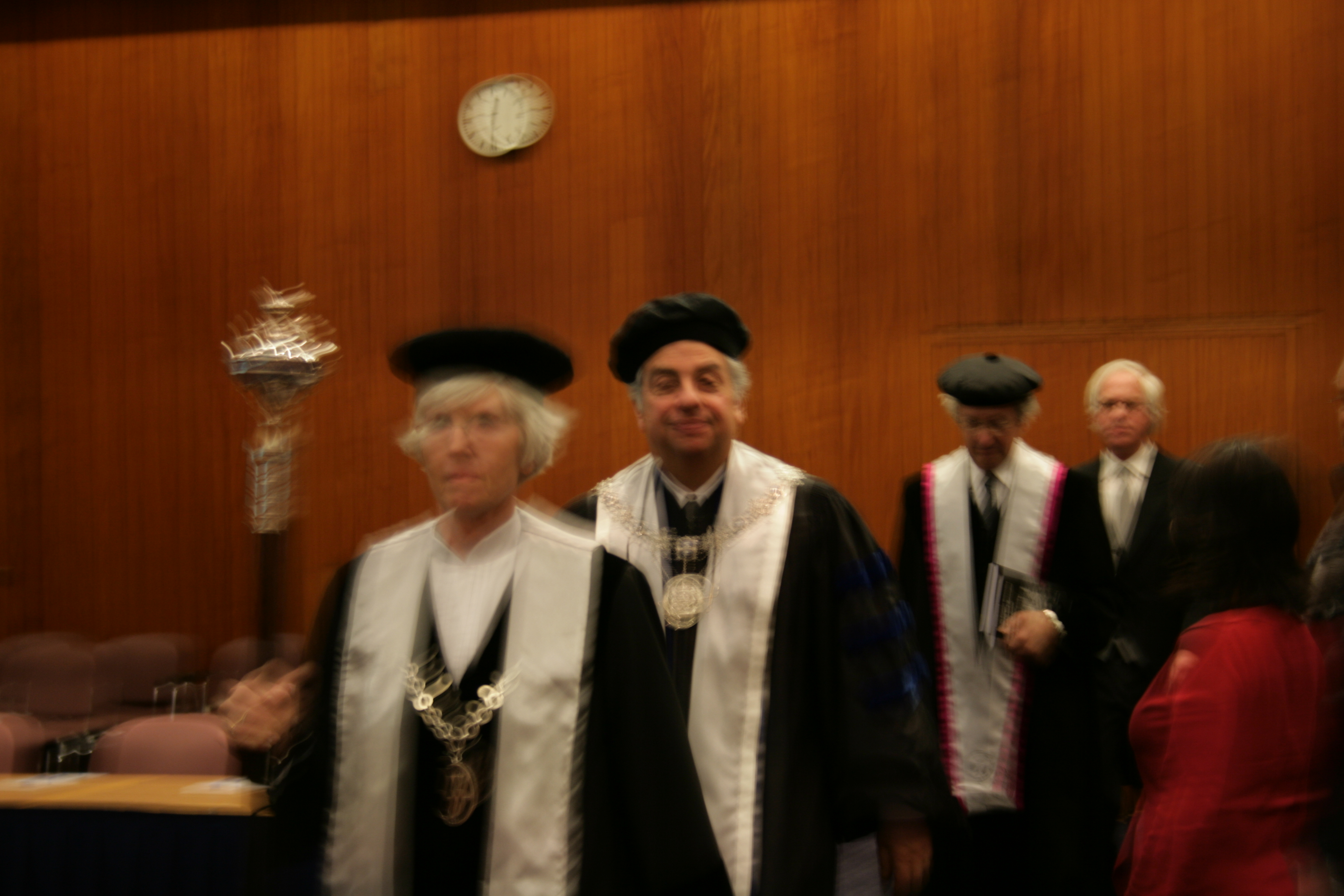
Педель та комісія під час церемонії захисту у Делфті, 2008

### Загальний огляд
Здобуття докторського ступеня у Нідерландах відбувається через написання та публічний захист дисертації, під керівництовом професора, що виступає як науковий керівник. Кандидат на докторський ступінь називається promovendus (в Нідерландах) або doctorandus (у Фландрії).

### Церемонія
Захист дисертації відбувається згідно з встановленим звичаєм, що може відрізнятися залежно від міста та університету.